# Ciecz Luttingera

Przybliżenie jednowymiarowej parabolicznej relacji dyspersji E(k) w metalu poprzez liniowe rozwinięcie zależności energii od wektora k na powierzchni Fermiego w modelu Tomonagi-Luttingera.

Ciecz Tomonagi-Luttingera, ciecz Luttingera, model Tomonagi-Luttingera – teoretyczny model opisujący oddziaływanie elektronów (lub innych fermionów) w jednym wymiarze przy założeniu liniowej relacji dyspersji. Zagadnienie jest rozwiązywalne ściśle przy wykorzystaniu techniki zwanej bozonizacją.
Model Tomonagi-Luttingera został zaproponowany ze względu na załamywanie się przewidywań modelu cieczy Fermiego w jednym wymiarze.

## Własności modelu Tomonagi-Luttingera
Podstawowe własności charakterystyczne dla modelu Tomonagi-Luttingera:
- Powstanie dwóch niezależnie rozchodzących się wzbudzeń kwazicząstkowych układu: spinonów i holonów (separacja spinowo-ładunkowa).
- W przeciwieństwie do modelu cieczy Fermiego brak jest nawet dla T = 0 skoku w rozkładzie cząstek na powierzchni Fermiego.
- Brak typowego dla kwazicząstek maksimum w zależnej od k funkcji gęstości spektralnej. W przeciwieństwie do tego pojawiają się osobliwości potęgowe, w których występuje nieuniwersalny wykładnik zależny od siły oddziaływania (wartości parametru oddziaływania).
- Model jest teoretycznym zastosowaniem techniki ścisłego rozwiązywania zagadnień fizyki silnie skorelowanych fermionów zwanej bozoniacją.